# Calle Rondeau (Tucumán)
La Calle José Rondeau es una calle de San Miguel de Tucumán, Tucumán, Argentina. Se extiende desde la avenida Sáenz Peña hasta la calle Lavalle, y otro tramo en el Barrio San Martín. Lleva el nombre de José Casimiro Rondeau, quien fuera Director Supremo de las Provincias Unidas del Río de la Plata en 1815, con destacada participación en las guerras de independencia.

## Historia
La calle fue abierta en 1887 durante la intendencia de José Padilla. En el sitio de esta calle, se libró la Batalla de Tucumán y se construyó el fortín de La Ciudadela por orden de José de San Martín. Durante el siglo XX se asentaron diversas instituciones sobre la calle, como el Hospital de Niños, la primera cancha de San Martín de Tucumán en 1924, el estadio actual La Ciudadela y el estadio del Club Central Córdoba. La calle posee un perfil netamente residencial.

## Sitios de Interés
A lo largo de esta calle se desarrollan varios lugares de interés y emblemáticos:
- Hospital del Niño Jesús
- Club Atlético Central Córdoba de Tucumán
- Estadio La Ciudadela